# 彼得·曼斯菲尔德
彼得·曼斯菲尔德爵士，FRS（1933年10月9日—2017年2月8日），英国物理学家，皇家学会院士，诺汀罕大学教授。由于在核磁共振成像的研究，他与美国科学家保罗·劳特伯一起获得了2003年的诺贝尔生理学或医学奖。

## 生平
十八岁时曼斯菲尔德萌发了对火箭的兴趣，他在白金汉郡韦斯科特的陆军军需部的火箭推进部找到了一份工作，十八个月后，他被征召入伍。在军队服务两年后，曼斯菲尔德回到韦斯科特并开始在夜校备战英国中学高级水平考试。两年后曼斯菲尔德取得了伦敦大学玛丽女王学院物理学系的录取通知书。
1959年曼斯菲尔德在伦敦玛丽王后大学取得了他的理学学士学位。他的毕业研究课题由杰克·波尔斯博士指导，旨在制作一个便携式的晶体管波谱仪用于测量地球磁场。课题结束时波尔斯博士在他的核磁共振研究组给曼斯菲尔德提供了一个职位。波尔斯博士的研究方向是液体份子运动。曼斯菲尔德的研究项目是制作一个脉冲核磁共振波谱仪用来研究固体高分子聚合物系统，他于1962年获得了博士学位。